# Anthony Conrad Nesty
Anthony Conrad Nesty (Port-of-Spain, 25 de novembre, 1967) és un exnedador de Surinam especialista en proves de papallona.
Nesty va néixer a Trinitat i Tobago, tot i que de petit es traslladà a Surinam. Estudià a la Universitat de Florida. Fou el segon nedador de raça negra en guanyar un medalla olímpica en natació, per darrere d'Enith Brigitha a Montreal 1976. Fou a Seül 1988, on guanyà la medalla d'or. Quatre anys més tard guanyà la medalla de bronze a Barcelona 1992. La seva prova estrella era els 100 metres papallona.